# Scott Usher
Scott Usher (Fullerton, 27 april 1983) is een Amerikaanse zwemmer die gespecialiseerd is in de schoolslag.

## Persoonlijke records
(bijgewerkt t.e.m. 28 juni 2009)

### Kortebaan
| Event           | Tijd    | Datum, plaats           |
| --------------- | ------- | ----------------------- |
| 50m schoolslag  | 28,08   | 25 maart 2004, New York |
| 100m schoolslag | 59,01   | 25 maart 2004, New York |
| 200m schoolslag | 2.07,66 | 25 maart 2004, New York |

### Langebaan
| Event           | Tijd    | Datum, plaats             |
| --------------- | ------- | ------------------------- |
| 50m schoolslag  | 28,68   | 27 maart 2007, Melbourne  |
| 100m schoolslag | 1.00,97 | 29 juni 2008, Omaha       |
| 200m schoolslag | 2.10,67 | 29 juli 2008, Minneapolis |

## Belangrijkste resultaten
| Jaar | Olympische Spelen   | WK langebaan        | WK kortebaan                                                           | PanPacs                               |
| ---- | ------------------- | ------------------- | ---------------------------------------------------------------------- | ------------------------------------- |
| 2004 | 7de 200m schoolslag |                     | 12de 200m schoolslag                                                   |                                       |
| 2005 |                     | 9de 200m schoolslag |                                                                        |                                       |
| 2006 |                     |                     | 7de 100m schoolslag · 7de 200m schoolslag · 4x100m wisselslagestafette | 4de 100m schoolslag · 200m schoolslag |
| 2007 |                     | 9de 100m schoolslag |                                                                        |                                       |